# Canton de Bléneau
Le canton de Bléneau est une division administrative française du département de l'Yonne.

## Composition
Le canton de Bléneau, d'une superficie de 253 km2, est composé de sept communes
.
| Nom                    | Code Insee | Intercommunalité       | Superficie (km2) | Population (dernière pop. légale) | Densité (hab./km2) |
| ---------------------- | ---------- | ---------------------- | ---------------- | --------------------------------- | ------------------ |
| Bléneau                | 89046      | CC de Puisaye-Forterre | 39,41            | 1 356 (2014)                      | 34                 |
| Champcevrais           | 89072      | CC de Puisaye-Forterre | 32,73            | 330 (2014)                        | 10                 |
| Champignelles          | 89073      | CC de Puisaye-Forterre | 53,29            | 1 042 (2014)                      | 20                 |
| Rogny-les-Sept-Écluses | 89324      | CC de Puisaye-Forterre | 32,59            | 740 (2014)                        | 23                 |
| Saint-Privé            | 89365      | CC de Puisaye-Forterre | 41,41            | 570 (2014)                        | 14                 |
| Tannerre-en-Puisaye    | 89408      | CC de Puisaye-Forterre | 28,93            | 289 (2014)                        | 10                 |
| Villeneuve-les-Genêts  | 89462      | CC de Puisaye-Forterre | 24,69            | 289 (2014)                        | 12                 |

## Histoire
- De 1833 à 1840, les cantons de Bléneau et de Charny avaient le même conseiller général. Le nombre de conseillers généraux était limité à 30 par département[2].
- De 1840 à 1848, les cantons de Bléneau et de Saint-Fargeau avaient le même conseiller général[3].

## Représentation
| Période               | Identité                                       | Parti                 | Qualité |
| --------------------- | ---------------------------------------------- | --------------------- | --- |
| 1833-1836             | Ovide Gabriel Roussel                          | Gauche                | Maire de Charny, député (1849-1851) |
| 1836-1848             | Jacques Germain Bourgoin-Dugas (1782-1861)     |                       | Maire de Mézilles |
| 1848-1852             | Pierre Marie de Saint-Georges dit Pierre Marie | Républicain modéré    | Ancien Ministre de la Justice Président de l'Assemblée Constituante (juin-juillet 1848) Avocat à la Cour d'appel de Paris Député (1842-1849, 1863-1869)            |
| 1852-1861             | Aimé Alexandre Chérest (1826-1885)             |                       | Avocat et historien à Auxerre |
| 1861-1870             | Baron Pierre Napoléon Dupont-Delporte          | Républicain           | Avocat au barreau de Paris Représentant du Peuple du Pas-de-Calais (1848) Conseiller municipal de Grenoble (1852) Propriétaire Nommé Préfet de Haute-Marne en 1871 |
| 1870-1904             | Jules Auguste Duguyot                          | Rad.                  | Médecin-vétérinaire à Champignelles |
| 1904-1910             | Henri Arrault                                  | Républicain           | Docteur-médecin à Rogny |
| 1910-1934             | Désiré Rigolet                                 | Rad.ind.              | Chirurgien-dentiste à Champignelles |
| 1934-1940             | Auguste Tripier                                | SFIO                  | Médecin à Bléneau |
|                       |                                                |                       | |
| 1945-1949             | Auguste Tripier                                | SFIO                  | Médecin à Bléneau |
| 1949-1963 (démission) | Charles-Albert Houette                         | CNI                   | Agriculteur Maire de Bléneau (1953-1963) |
| 1964-1967             | Mario Di Palma                                 | SE                    | Médecin |
| 1967-1973             | Louis Périllier                                | Rad.                  | Ancien Préfet Maire de Ronchères (1965-1971) Député (1967-1968) |
| 1973-1998             | Marc Masson                                    | RI puis UDF           | Avocat Député (1974-1981) |
| 1998-2015             | Alain Drouhin                                  | UDF puis UMP puis UDI | Juriste et financier Maire de Bléneau (2001-2017 et depuis 2020)                                                                                                   |

### Conseillers d'arrondissement (de 1833 à 1940)
Le canton de Bléneau appartenait à l'arrondissement de Joigny jusqu'à sa disparition en 1926.
| Période | Période               | Identité                         | Étiquette      | Qualité |
| ------- | --------------------- | -------------------------------- | -------------- | --- |
| 1833    | 1836                  | Georges Mergez fils              |                | Maire de Saint-Privé                                                                                        |
| 1836    | 1839                  | Jean-Baptiste Chenou (1766-1850) |                | Ancien notaire à Bléneau                                                                                    |
| 1839    | 1845                  | Paul Lavollée                    |                | Propriétaire à Villeneuve-les-Genêts et à Champignelles                                                     |
| 1845    | 1852                  | Alexandre Dethou                 | Républicain    | Propriétaire - Maire de Bléneau (1848-1850, révoqué) Député (1876-1892) - Sénateur (1892-1896)              |
| 1852    | 1855                  | Nicolas Serrurot (1780-1858)     |                | Notaire honoraire, Champignelles                                                                            |
| 1855    | 1861                  | Jean-Louis Bigault (1809-1896)   |                | Avoué, propriétaire à Bléneau                                                                               |
| 1861    | 1867                  | Auguste Houette                  |                | Avocat, propriétaire à Bléneau                                                                              |
| 1867    | 1870                  | Armand Berrier                   |                | Maire de Saint-Privé                                                                                        |
| 1870    | 1895                  | Léon Dethou (fils d'A.Dethou)    | Républicain    | Propriétaire à Bléneau, membre du Conseil d'État                                                            |
| 1895    | 1896 (décès)          | Jules Auguste Delamour           |                | Propriétaire à Champcevrais                                                                                 |
| 1896    | 1907                  | Charles Jacoutot (1871-1949)     |                | Publiciste, rédacteur au Bourguignon à Auxerre                                                              |
| 1907    | 1910                  | Désiré Rigolet                   | Rad.ind        | Chirurgien-dentiste à Champignelles                                                                         |
| 1910    | 1925                  | Léon Grossier                    | PRS            | Cafetier, adjoint au maire de Bléneau                                                                       |
| 1925    | décembre 1931 (décès) | Émile Henri Leblond (1864-1931)  | PRS            | Agent voyer retraité, Bléneau                                                                               |
| 1932    | 1937                  | André Perrignon                  | SFIO puis PSdF | Quincailler à Bléneau                                                                                       |
| 1937    | 1940                  | Auguste Benoit                   | RG-PSF         | Agriculteur, maire de Saint-Privé                                                                           |
| 1940    |                       |                                  |                | Les conseils d'arrondissement ont été suspendus par la loi du 12 octobre 1940 et n'ont jamais été réactivés |

## Démographie

### Évolution démographique
| 1962  | 1968  | 1975  | 1982  | 1990  | 1999  | 2006  | 2011  | 2012  |
| ----- | ----- | ----- | ----- | ----- | ----- | ----- | ----- | ----- |
| 5 212 | 5 219 | 5 040 | 4 921 | 4 683 | 4 706 | 4 726 | 4 752 | 4 727 |

### Âge de la population
La pyramide des âges, à savoir la répartition par sexe et âge de la population, du canton de Bléneau en 2009 ainsi que, comparativement, celle du département de l'Yonne la même année sont représentées avec les graphiques ci-dessous.
La population du canton comporte 48,9 % d'hommes et 51,1 % de femmes. Elle présente en 2009 une structure par grands groupes d'âge plus âgée que celle de la France métropolitaine.
Il existe en effet 47 jeunes de moins de 20 ans pour cent personnes de plus de 60 ans, alors que pour la France l'indice de jeunesse, qui est égal à la division de la part des moins de 20 ans par la part des plus de 60 ans, est de 1,06. L'indice de jeunesse du canton est également inférieur à celui  du département (0,87) et à celui de la région (0,84).
| Hommes | Classe d’âge | Femmes |
| ------ | ------------ | ------ |
| 0,5    | 90 ans ou +  | 1,9    |
| 13,2   | 75 à 89 ans  | 17,3   |
| 21,5   | 60 à 74 ans  | 23,3   |
| 21,7   | 45 à 59 ans  | 19,3   |
| 16,7   | 30 à 44 ans  | 15,5   |
| 12,4   | 15 à 29 ans  | 10,0   |
| 14,1   | 0 à 14 ans   | 12,7   |

| Hommes | Classe d’âge | Femmes |
| ------ | ------------ | ------ |
| 0,5    | 90 ans ou +  | 1,4    |
| 7,9    | 75 à 89 ans  | 11,9   |
| 15,5   | 60 à 74 ans  | 15,6   |
| 21,5   | 45 à 59 ans  | 20,7   |
| 19,3   | 30 à 44 ans  | 18,4   |
| 16,3   | 15 à 29 ans  | 15,1   |
| 19,0   | 0 à 14 ans   | 16,9   |